# Arrondissement Mâcon
Mâcon is een arrondissement van het Franse departement Saône-et-Loire in de regio Bourgogne-Franche-Comté. De onderprefectuur is Mâcon.

## Kantons
Het arrondissement was tot 2014 samengesteld uit de volgende kantons:
- Kanton La Chapelle-de-Guinchay
- Kanton Cluny
- Kanton Lugny
- Kanton Mâcon-Centre
- Kanton Mâcon-Nord
- Kanton Mâcon-Sud
- Kanton Matour
- Kanton Saint-Gengoux-le-National
- Kanton Tournus
- Kanton Tramayes

Na de herindeling van de kantons bij decreet van 18 februari 2014, met uitwerking op 22 maart 2015, zijn dat: 
- Kanton La Chapelle-de-Guinchay ( deel 33/34 )
- Kanton Cluny ( deel 43/52 )
- Kanton Ciuseaux ( deel 2/28 )
- Kanton Hurigny
- Kanton Mâcon-1
- Kanton Mâcon-2
- Kanton Tournus ( deel 14/31 )